# Faiditus nataliae
Faiditus nataliae là một loài nhện trong họ Theridiidae.
Loài này thuộc chi Faiditus. Faiditus nataliae được miêu tả năm 1996 bởi José Valentín Herrera González & Carmen.